# Pastor Ramírez Coello
Pastor Ramírez Coello fue un pedagogo y ensayista mexicano, nacido en Mérida, Yucatán el 9 de enero de 1911 y fallecido en la misma ciudad el 18 de marzo de 1987. Fueron sus padres Ramón Ramírez Herrera e Isaura Coello Ramírez. Se le consideró un agente modernizador del sistema educativo estatal de Yucatán. En adición a su tarea en la península de Yucatán, desarrolló también su labor magisterial en otros estados de México y condujo una señalada actividad sindical en favor del magisterio mexicano.

## Estudios
Estudió para profesor de enseñanza elemental y superior en la Escuela Normal Rodolfo Menéndez de la Peña de su ciudad natal entre 1929 y 1932. Obtuvo el bachillerato en ciencias biológicas en la Universidad de Yucatán y posteriormente la maestría en psicología en la Universidad Nacional Autónoma de México. Hizo cursos de perfeccionamiento en pedagogía en la Universidad de Texas en Austin, Estados Unidos.

## Trayectoria profesional
Fue docente en su estado natal, en las poblaciones de Chemax, Valladolid, Sacalum, Mocochá y Mérida. También se desempeñó en otras entidades federativas como Quintana Roo, Chihuahua y Guerrero. Fue director de las escuelas primarias de Mérida, de Taxco y de Ciudad Juárez. Director de Educación Superior en Yucatán e inspector escolar en el estado de Guerrero, Chiapas, Yucatán y Tamaulipas.
así como supervisor y director general de Centros de Capacitación Profesionales en Guerrero, Michoacán, Oaxaca y Yucatán.
Colaboró activamente, junto con otras personalidades del medio académico, en el proyecto de creación del Instituto Tecnológico de Mérida que fue inaugurado el año de 1961.
Desempeñó importantes cargos sindicales dentro del Sindicato Nacional de Trabajadores de la Educación (SNTE), como presidente de comité estatal; delegado estatal y regional y consejero técnico de la dirección nacional. Se caracterizó por su actitud modesta, honorable y de servicio, siendo por esos atributos muy apreciado entre la base sindical.

## Obra
- Desarrollo de la Comunidad (1962)
- Organización y administración escolar (1963)
- Técnicas de la enseñanza (1964)